# Aethalopteryx atriplaga
Aethalopteryx atriplaga is een vlinder uit de familie van de Houtboorders (Cossidae). De wetenschappelijke naam van deze soort is voor het eerst gepubliceerd in 1919 door Ferdinand Le Cerf.
De soort komt voor in Angola, Namibië en Mozambique.